# The Bootleg Series Vol. 11: The Basement Tapes Complete
The Bootleg Series Vol. 11: The Basement Tapes Complete es un álbum recopilatorio del músico estadounidense Bob Dylan, publicado por la compañía discográfica Columbia Records en noviembre de 2014. El álbum, de seis discos, contiene las sesiones de grabación completas realizadas entre la primavera y el verano de 1967 por Dylan junto a The Band, algunas publicadas en el recopilatorio previamente The Basement Tapes en 1975. Una versión reducida, con el título de The Bootleg Series Vol. 11: The Basement Tapes Raw, incluyó una selección de dos CD. Ambos lanzamientos incluyen notas escritas por Sid Griffin, músico estadounidense y autor del libro Million Dollar Bash: Bob Dylan, The Band, and The Basement Tapes.

## Grabación
Las grabaciones de Big Pink fueron realizadas en 1967, después de que Bob Dylan se refugiase en Woodstock tras sufrir un accidente de moto en julio de 1966. Dylan hizo referencia a las presiones por publicar las grabaciones de Big Pink en una entrevista con Rolling Stone en 1969: «No eran demos para mí, eran demos de las canciones. Estaba siendo empujado otra vez para salir con algunas canciones. Ya sabes cómo son esas cosas». En octubre de 1967, una cinta con catorce demos fue registrada en Dwarf Music, una editorial propiedad conjunta de Dylan y de su representante Albert Grossman. Al poco tiempo, varios acetatos y cintas de las canciones comenzaron a circular entre artistas interesados, quienes versionaron múltiples canciones.
Peter, Paul and Mary tuvieron su primer éxito con una composición titulada «Too Much of Nothing», que alcanzó el puesto 35 en la lista Billboard Hot 100 a finales de 1967. Ian & Sylvia, también representados por Grossman, grabaron «Tears of Rage», «Quinn the Eskimo» y «This Wheel's on Fire». En enero de 1968, Manfred Mann alcanzó el número uno en la lista de sencillos del Reino Unido con su propia versión de «The Mighty Quinn». En abril, «This Wheel's on Fire», grabada por Julie Driscoll, Brian Auger y The Trinity, alcanzó el quinto puesto en el Reino Unido. El mismo mes, una versión de «You Ain't Goin' Nowhere» de The Byrds fue publicada como sencillo y apareció también en el álbum Sweetheart of the Rodeo. The Hawks, renombrados como The Band, también grabaron «This Wheel's on Fire», «I Shall Be Released» y «Tears of Rage» para su álbum debut, Music from Big Pink, publicado en julio de 1968.
En julio de 1969 apareció la primera grabación pirata o bootleg en California. Con el título de Great White Wonder, el doble álbum incluyó siete canciones de las sesiones de Woodstock, así como varias grabaciones tempranas de Dylan realizadas en Minneapolis en diciembre de 1961 y una canción grabada en el programa The Johnny Cash Show. Uno de los responsables del bootleg, identificado como Patrick, dijo a la revista Rolling Stone: «Dylan es un talento fuerte y tiene todas esas canciones que nunca nadie ha escuchado. Pensamos que podíamos tomarlo por nuestra cuenta para hacer que esta música estuviera disponible». El proceso de piratear el trabajo de Dylan provocó la publicación de cientos de grabaciones en directo y en estudio a lo largo de sucesivas décadas, lo cual llevó a la Recording Industry Association of America a describir a Dylan como el artista más pirateado en la historia de la insutria musical.
Varias grabaciones de Big Pink fueron publicadas oficialmente por primera vez en 1975 en el álbum The Basement Tapes. Sin embargo, el álbum fue criticado por autores como Greil Marcus y Michael Gray al contener grabaciones de The Band por su cuenta, por omitir un gran número de canciones de Dylan y por incluir sobregrabaciones en algunos temas. Cuarenta años después, The Bootleg Series Vol. 11: The Basement Tapes Complete presenta las grabaciones originales en orden cronológico, con la colaboración de Garth Hudson, miembro de The Band.

## Lista de canciones
Todas las canciones escritas y compuestas por Bob Dylan excepto donde se anota; canciones tradicionales arregladas por Dylan. 
| Disco 1 |                                  |                                  |          |  |
| N.º     | Título                           | Escritor(es)                     | Duración |  |
| 1.      | «Edge of the Ocean»              |                                  | 2:20     |  |
| 2.      | «My Bucket's Got a Hole in It»   | Clarence Williams                | 1:34     |  |
| 3.      | «Roll on Train»                  |                                  | 2:00     |  |
| 4.      | «Mr. Blue»                       | Dewayne Blackwell                | 1:52     |  |
| 5.      | «Belshazzar»                     | Johnny Cash                      | 3:22     |  |
| 6.      | «I Forgot to Remember to Forget» | Charlie Feathers, Stanley Kesler | 3:19     |  |
| 7.      | «You Win Again»                  | Hank Williams                    | 2:43     |  |
| 8.      | «Still in Town»                  | Hank Cochran, Harlan Howard      | 3:04     |  |
| 9.      | «Waltzing with Sin»              | Sonny Burns, Red Hayes           | 2:48     |  |
| 10.     | «Big River» (Toma 1)             | Cash                             | 0:43     |  |
| 11.     | «Big River» (Toma 2)             | Cash                             | 2:23     |  |
| 12.     | «Folsom Prison Blues»            | Johnny Cash                      | 2:46     |  |
| 13.     | «Bells of Rhymney»               | Idris Davies, Pete Seeger        | 3:16     |  |
| 14.     | «Spanish is the Loving Tongue»   | Charles Badger Clark             | 3:53     |  |
| 15.     | «Under Control»                  |                                  | 2:50     |  |
| 16.     | «Old Rosin the Beau»             | Tradicional                      | 4:55     |  |
| 17.     | «I'm Guilty of Loving You»       |                                  | 1:09     |  |
| 18.     | «Cool Water»                     | Bob Nolan                        | 3:03     |  |
| 19.     | «The Auld Triangle»              | Brendan Francis Behan            | 5:47     |  |
| 20.     | «Po' Lazarus»                    | Traditional                      | 0:59     |  |
| 21.     | «I'm a Fool for You» (Toma 1)    |                                  | 1:05     |  |
| 22.     | «I'm a Fool for You» (Toma 2)    |                                  | 2:34     |  |

| Disco 2 |                                                                                        |                               |          |  |
| N.º     | Título                                                                                 | Escritor(es)                  | Duración |  |
| 1.      | «Johnny Todd»                                                                          | Tradicional                   | 2:05     |  |
| 2.      | «Tupelo»                                                                               | John Lee Hooker               | 2:21     |  |
| 3.      | «Kickin' My Dog Around»                                                                | Tradicional                   | 2:43     |  |
| 4.      | «See You Later Allen Ginsberg» (Toma 1)                                                |                               | 0:29     |  |
| 5.      | «See You Later Allen Ginsberg» (Toma 2)                                                |                               | 0:51     |  |
| 6.      | «Tiny Montgomery» (Publicada originalmente con sobregrabaciones en The Basement Tapes) |                               | 2:56     |  |
| 7.      | «Big Dog»                                                                              |                               | 0:23     |  |
| 8.      | «I'm Your Teenage Prayer»                                                              |                               | 3:52     |  |
| 9.      | «Four Strong Winds»                                                                    | Ian Tyson                     | 3:41     |  |
| 10.     | «The French Girl» (Toma 1)                                                             | Ian Tyson, Sylvia Tyson       | 2:12     |  |
| 11.     | «The French Girl» (Toma 2)                                                             | Tyson, Tyson                  | 3:00     |  |
| 12.     | «Joshua Gone Barbados»                                                                 | Eric Von Schmidt              | 2:45     |  |
| 13.     | «I'm in the Mood»                                                                      | Bernard Besman, Hooker        | 1:58     |  |
| 14.     | «Baby Ain't That Fine»                                                                 | Dallas Frazier                | 2:10     |  |
| 15.     | «Rock, Salt and Nails»                                                                 | Bruce Phillips                | 4:37     |  |
| 16.     | «A Fool Such As I»                                                                     | William Marvin Trader         | 2:57     |  |
| 17.     | «Song for Canada»                                                                      | Pete Gzowski, Tyson           | 4:30     |  |
| 18.     | «People Get Ready»                                                                     | Curtis Mayfield               | 3:15     |  |
| 19.     | «I Don't Hurt Anymore»                                                                 | Don Robertson, Walter Rollins | 2:15     |  |
| 20.     | «Be Careful of Stones That You Throw»                                                  | Benjamin Lee Blankenship      | 3:03     |  |
| 21.     | «One Man's Loss»                                                                       |                               | 3:52     |  |
| 22.     | «Lock Your Door»                                                                       |                               | 0:22     |  |
| 23.     | «Baby, Won't You Be My Baby»                                                           |                               | 2:52     |  |
| 24.     | «Try Me Little Girl»                                                                   |                               | 1:38     |  |
| 25.     | «I Can't Make it Alone»                                                                |                               | 3:34     |  |
| 26.     | «Don't You Try Me Now»                                                                 |                               | 3:11     |  |

| Disco 3 |                                                                                            |                       |          |  |
| N.º     | Título                                                                                     | Escritor(es)          | Duración |  |
| 1.      | «Young But Daily Growing»                                                                  | Tradicional           | 5:40     |  |
| 2.      | «Bonnie Ship the Diamond»                                                                  | Tradicional           | 3:21     |  |
| 3.      | «The Hills of Mexico»                                                                      | Tradicional           | 3:05     |  |
| 4.      | «Down on Me»                                                                               | Tradicional           | 0:42     |  |
| 5.      | «One for the Road»                                                                         |                       | 4:49     |  |
| 6.      | «I'm Alright»                                                                              |                       | 1:45     |  |
| 7.      | «Million Dollar Bash» (Toma 1)                                                             |                       | 2:52     |  |
| 8.      | «Million Dollar Bash» (Toma 2, publicada originalmente en The Basement Tapes)              |                       | 2:34     |  |
| 9.      | «Yea! Heavy and a Bottle of Bread» (Toma 1)                                                |                       | 1:50     |  |
| 10.     | «Yea! Heavy and a Bottle of Bread» (Toma 2, publicada originalmente en The Basement Tapes) |                       | 2:15     |  |
| 11.     | «I'm Not There (1956)» (Publicada originalmente en I'm Not There)                          |                       | 5:12     |  |
| 12.     | «Please Mrs. Henry» (Publicada originalmente en The Basement Tapes)                        |                       | 2:34     |  |
| 13.     | «Crash on the Levee (Down in the Flood)» (Toma 1)                                          |                       | 2:10     |  |
| 14.     | «Crash on the Levee» (Toma 2, publicada originalmente en The Basement Tapes)               |                       | 2:05     |  |
| 15.     | «Lo and Behold!» (Toma 1)                                                                  |                       | 2:53     |  |
| 16.     | «Lo and Behold!» (Toma 2, publicada originalmente en The Basement Tapes)                   |                       | 2:49     |  |
| 17.     | «You Ain't Goin' Nowhere» (Toma 1)                                                         |                       | 2:47     |  |
| 18.     | «You Ain't Goin' Nowhere» (Toma 2, publicada originalmente en The Basement Tapes)          |                       | 2:45     |  |
| 19.     | «I Shall Be Released» (Toma 1)                                                             |                       | 4:04     |  |
| 20.     | «I Shall Be Released» (Toma 2, publicada originalmente en The Bootleg Series Vol. 1-3)     |                       | 3:57     |  |
| 21.     | «This Wheel's on Fire» (Publicada originalmente en The Basement Tapes)                     | Bob Dylan, Rick Danko | 3:54     |  |
| 22.     | «Too Much of Nothing» (Toma 1, publicada originalmente en The Basement Tapes)              |                       | 3:03     |  |
| 23.     | «Too Much of Nothing» (Toma 2)                                                             |                       | 2:50     |  |

| Disco 4 |                                                                                     |                           |          |  |
| N.º     | Título                                                                              | Escritor(es)              | Duración |  |
| 1.      | «Tears of Rage» (Toma 1)                                                            | Bob Dylan, Richard Manuel | 4:03     |  |
| 2.      | «Tears of Rage» (Toma 2)                                                            | Bob Dylan, Richard Manuel | 2:30     |  |
| 3.      | «Tears of Rage» (Toma 3, publicada originalmente en The Basement Tapes)             | Bob Dylan, Richard Manuel | 4:14     |  |
| 4.      | «Quinn the Eskimo (Mighty Quinn)» (Toma 1)                                          |                           | 2:02     |  |
| 5.      | «Quinn the Eskimo» (Toma 2, publicada originalmente en The Basement Tapes)          |                           | 2:16     |  |
| 6.      | «Open the Door Homer» (Toma 1, publicada originalmente en The Basement Tapes)       |                           | 2:52     |  |
| 7.      | «Open the Door Homer» (Toma 2)                                                      |                           | 0:58     |  |
| 8.      | «Open the Door Homer» (Toma 3)                                                      |                           | 3:14     |  |
| 9.      | «Nothing Was Delivered» (Toma 1, publicada originalmente en The Basement Tapes)     |                           | 4:26     |  |
| 10.     | «Nothing Was Delivered» (Toma 2)                                                    |                           | 3:43     |  |
| 11.     | «Nothing Was Delivered» (Toma 3)                                                    |                           | 0:33     |  |
| 12.     | «All American Boy»                                                                  | Bobby Bare                | 3:58     |  |
| 13.     | «Sign on the Cross»                                                                 |                           | 7:21     |  |
| 14.     | «Odds and Ends» (Toma 1)                                                            |                           | 1:49     |  |
| 15.     | «Odds and Ends» (Toma 2, publicada originalmente en The Basement Tapes)             |                           | 1:48     |  |
| 16.     | «Get Your Rocks Off»                                                                |                           | 3:45     |  |
| 17.     | «Clothes Line Saga (Answer to Ode)» (Publicada originalmente en The Basement Tapes) |                           | 2:59     |  |
| 18.     | «Apple Suckling Tree» (Toma 1)                                                      |                           | 2:40     |  |
| 19.     | «Apple Suckling Tree» (Toma 2, publicada originalmente en The Basement Tapes)       |                           | 2:50     |  |
| 20.     | «Don't Ya Tell Henry»                                                               |                           | 2:30     |  |
| 21.     | «Bourbon Street»                                                                    |                           | 5:04     |  |

| Disco 5 |                                                                        |                      |          |  |
| N.º     | Título                                                                 | Escritor(es)         | Duración |  |
| 1.      | «Blowin' in the Wind»                                                  |                      | 6:35     |  |
| 2.      | «One Too Many Mornings»                                                |                      | 3:23     |  |
| 3.      | «A Satisfied Mind»                                                     | Hayes, Jack Rhodes   | 2:00     |  |
| 4.      | «It Ain't Me, Babe»                                                    |                      | 3:32     |  |
| 5.      | «Ain't No More Cane» (Take 1)                                          | Tradicional          | 2:41     |  |
| 6.      | «Ain't No More Cane» (Take 2)                                          | Tradicional          | 1:57     |  |
| 7.      | «My Woman She's A-Leavin'»                                             |                      | 2:30     |  |
| 8.      | «Santa-Fe» (Publicada originalmente en The Bootleg Series Vol. 1-3)    |                      | 2:08     |  |
| 9.      | «Mary Lou, I Love You Too»                                             |                      | 2:29     |  |
| 10.     | «Dress it Up, Better Have it All»                                      |                      | 2:52     |  |
| 11.     | «Minstrel Boy» (Publicada originalmente en The Bootleg Series Vol. 10) |                      | 1:39     |  |
| 12.     | «Silent Weekend»                                                       |                      | 3:00     |  |
| 13.     | «What it Gonna Be When it Comes Up»                                    |                      | 2:30     |  |
| 14.     | «900 Miles from My Home»                                               | Tradicional          | 2:13     |  |
| 15.     | «Wildwood Flower»                                                      | A. P. Carter         | 2:11     |  |
| 16.     | «See That My Grave Is Kept Clean»                                      | Tradicional          | 3:33     |  |
| 17.     | «She'll Be Coming 'Round the Mountain»                                 | Tradicional          | 1:39     |  |
| 18.     | «It's the Flight of the Bumblebee»                                     |                      | 2:08     |  |
| 19.     | «Wild Wolf»                                                            |                      | 3:34     |  |
| 20.     | «Goin' to Acapulco» (Publicada originalmente en The Basement Tapes)    |                      | 5:36     |  |
| 21.     | «Gonna Get You Now»                                                    |                      | 1:30     |  |
| 22.     | «If I Were a Carpenter»                                                | James Timothy Hardin | 2:23     |  |
| 23.     | «Confidential»                                                         | Dorina Morgan        | 1:36     |  |
| 24.     | «All You Have to Do is Dream» (Toma 1)                                 |                      | 3:55     |  |
| 25.     | «All You Have to Do is Dream» (Toma 2)                                 |                      | 3:19     |  |

| Disco 6 |                                          |                           |          |  |
| N.º     | Título                                   | Escritor(es)              | Duración |  |
| 1.      | «2 Dollars and 99 Cents»                 |                           | 2:35     |  |
| 2.      | «Jelly Bean»                             |                           | 2:58     |  |
| 3.      | «Any Time»                               |                           | 3:17     |  |
| 4.      | «Down by the Station»                    |                           | 1:29     |  |
| 5.      | «Hallelujah, I've Just Been Moved»       | Tradicional               | 3:03     |  |
| 6.      | «That's the Breaks»                      |                           | 4:18     |  |
| 7.      | «Pretty Mary»                            |                           | 3:11     |  |
| 8.      | «Will the Circle Be Unbroken?»           | A.P. Carter               | 2:08     |  |
| 9.      | «King of France»                         |                           | 3:53     |  |
| 10.     | «She's on My Mind Again»                 |                           | 4:18     |  |
| 11.     | «Goin' Down the Road Feeling Bad»        | Tradicional               | 3:20     |  |
| 12.     | «On a Rainy Afternoon»                   |                           | 2:52     |  |
| 13.     | «I Can't Come in with a Broken Heart»    |                           | 2:42     |  |
| 14.     | «Next Time on the Highway»               |                           | 2:20     |  |
| 15.     | «Northern Claim»                         |                           | 2:04     |  |
| 16.     | «Love is Only Mine»                      |                           | 1:50     |  |
| 17.     | «Silhouettes»                            | Bob Crewe, Frank Slay Jr. | 1:52     |  |
| 18.     | «Bring it on Home»                       |                           | 3:07     |  |
| 19.     | «Come All Ye Fair and Tender Ladies»     | Tradicional               | 2:09     |  |
| 20.     | «The Spanish Song» (Toma 1)              |                           | 2:47     |  |
| 21.     | «The Spanish Song» (Toma 2)              |                           | 2:15     |  |
| 22.     | «900 Miles fromy My Home / Confidential» |                           | 2:26     |  |

## Personal
- Bob Dylan: voz, guitarra acústica, armónica y piano
- Rick Danko: bajo y coros
- Garth Hudson: órgano
- Richard Manuel: piano, batería y coros
- Robbie Robertson: guitarra eléctrica, batería y coros
- Levon Helm: batería y coros

## Posición en listas
| País              | Lista                   | Posición |
| ----------------- | ----------------------- | -------- |
| Alemania          | Media Control Charts    | 9        |
| Australia         | ARIA Albums Chart       | 29       |
| Austria           | Ö3 Austria Top 40       | 6        |
| Bélgica (Flandes) | Ultratop 200 Albums     | 15       |
| Bélgica (Valonia) | Ultratop 200 Albums     | 57       |
| Dinamarca         | Album Top 40            | 10       |
| España            | Promusicae Music Charts | 35       |
| Estados Unidos    | Billboard 200           | 41       |
| Estados Unidos    | Top Rock Albums         | 7        |
| Suiza             | Swiss Top Albums 100    | 12       |

| País           | Lista                   | Posición |
| -------------- | ----------------------- | -------- |
| España         | Promusicae Music Charts | 100      |
| Estados Unidos | Billboard 200           | 42       |
| Estados Unidos | Top Rock Albums         | 8        |
| Francia        | SNEP Albums Chart       | 58       |
| Noruega        | VG-lista Top 40 Albums  | 6        |
| Países Bajos   | Mega Albums Top 100     | 6        |
| Reino Unido    | UK Albums Chart         | 17       |
| Suecia         | Albums Top 60           | 6        |